# Ram (gmina Veliko Gradište)
Ram (cyr. Рам) – wieś w Serbii, w okręgu braniczewskim, w gminie Veliko Gradište. W 2011 roku liczyła 255 mieszkańców.